# Paul Lewis Anderson
Paul Lewis Anderson (1880-1956) fue un ingeniero y fotógrafo estadounidense encuadrado en el movimiento pictorialista. Sus obras revelan simetrías sofisticadas no perceptibles en un visionado convencional de las mismas.
Empezó a ejercer la fotografía en 1907 influido por la revista Camera Work. Sin embargo, tres años después abandonó el ejercicio de la práctica fotográfica individual para abrir un estudio dedicado a los retratos.
Desde 1914 dio clases en el «Clarence White’s School of Photography» y realizó varios libros de fotografías.

## Fuente
- The George Eastman House Collection. A History of Photography. From 1839 to the present, Taschen, Colonia, 2005, págs. 426-429.

- Datos: Q7152029
- Multimedia: Paul Lewis Anderson / Q7152029